# Perfection Racing
Perfection Racing – duński zespół wyścigowy. W historii startów ekipa pojawiała się w stawce Danish Touring Car Championship, 24-godzinnego wyścigu Dubaj, European Touring Car Cup oraz World Touring Car Championship.